# Peter von Loewenich

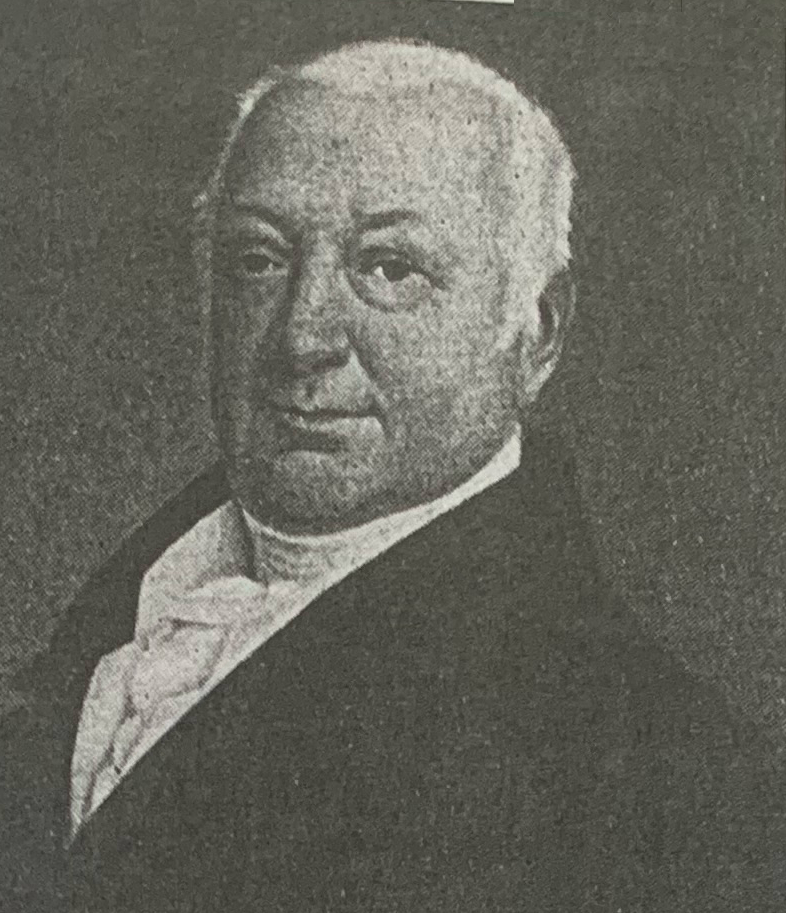
Peter von Loewenich

Peter von Loewenich (* 14. Februar 1756 in Burtscheid; † 26. März 1829 in Krefeld) war ein deutscher Textilfabrikant und Politiker.

## Leben
Loewenich aus einem alten Aldenhovener Patriziergeschlecht und war der Sohn des Tuchfabrikanten Bartholomaeus von Loewenich (* 20. Juli 1722 in Burtscheid; † 24. Mai 1798 in Aachen) und dessen Ehefrau Maria von der Leyen (* 15. Mai 1723; † 23. Juni 1785 in Aachen) sowie Onkel des Burtscheider Bürgermeisters Barto von Löwenigh. Er war evangelisch und heiratete am 4. November 1786 Susanna Maria von der Leyen (* 14. Oktober 1766 in Krefeld; † 3. Februar 1852 ebenda). Am 19. August 1789 wurde er in den preußischen Adelsstand erhoben.
1793 trat er in die Firma seines Schwiegervaters Johann von der Leyen († 1795) ein und wurde Teilhaber und später Nachfolger. Später gründete er die Firma „Fr. Heinr. von der Leyern und P. von Loewenich“. 1789 wurde er mit dem Titel eines Geheimen Kommerzienrates und eines Kammerherren ausgezeichnet. Vor 1801 wurde er Colonel de la Garde d'honneur á cheval.
Von 1826 bis 1828 war er Abgeordneter im Provinziallandtag der Rheinprovinz. In Krefeld war er zudem Schulkommissar und Handelsrichter. Von Löwenich war Mitglied der Illuminaten-Niederlassung in Aachen und 1788 erster Vorsteher der Loge „Zur vollkommenen Gleichheit“ in Krefeld.

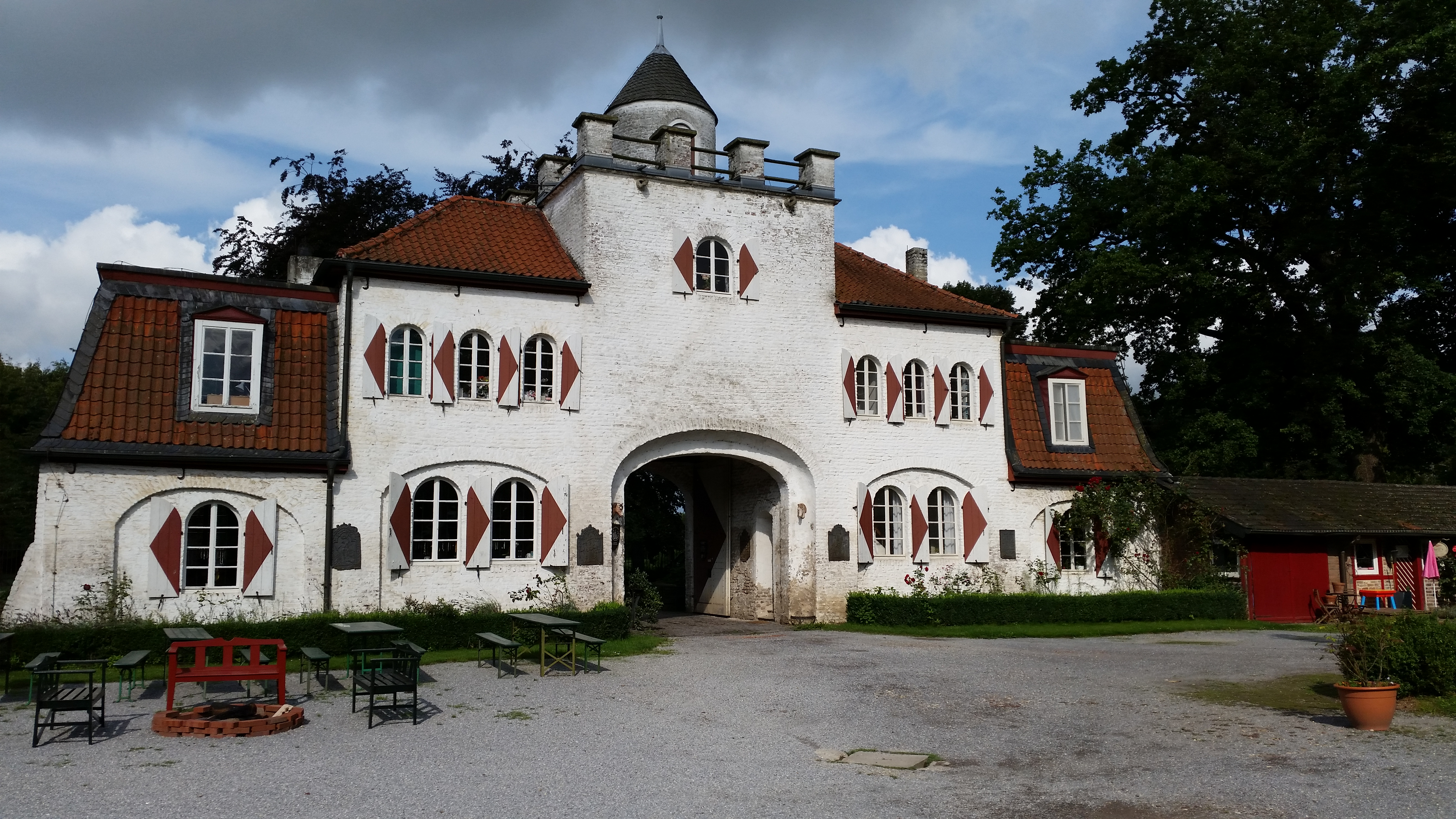
Haus Brockdorf

1801 erwarb er das Haus Brockdorf im Kempen. Das Anwesen steht unter Denkmalschutz, siehe Liste der Baudenkmäler in Kempen.

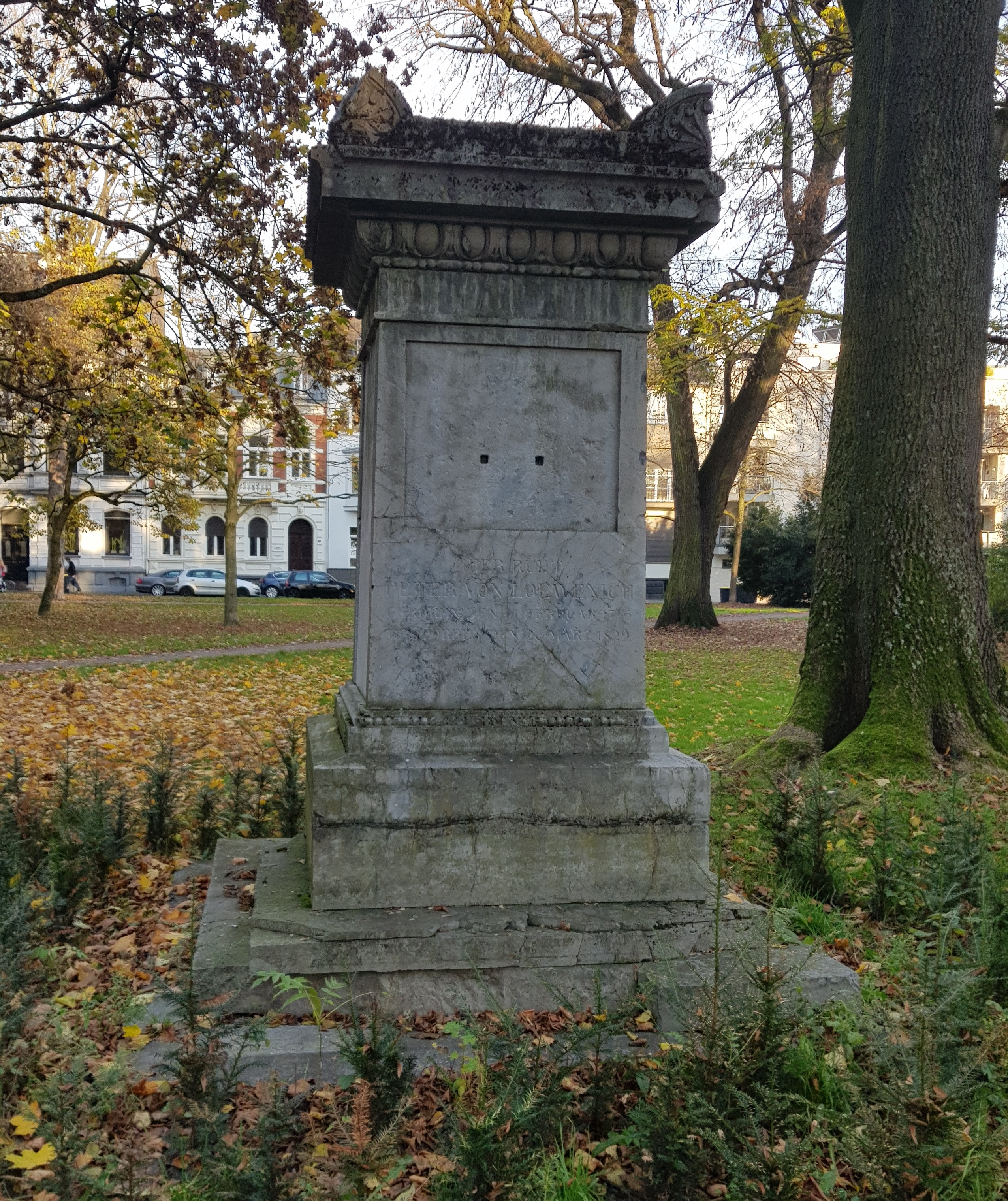
Grabstein von Peter von Loewenich im Stadtgarten Krefeld

Der Grabstein von Peter von Loewenich befindet sich im Stadtgarten Krefeld.